# Aljaksandr Paulouski
Aljaksandr Anatoljewitsch Paulouski (belarussisch Аляксандр Анато́льевіч Паўлоўскі; * 14. Juli 1936 in Minsk; † 4. Juli 1977) war ein sowjetischer Degenfechter.

## Erfolge
Aljaksandr Paulouski nahm an den Olympischen Spielen 1960 in Rom teil, bei denen er nur im Mannschaftswettbewerb antrat. Zu seinem einzigen Einsatz kam er in der ersten Runde gegen die Mannschaft des Libanons. Die Mannschaft belegte in der Folge den dritten Rang, sodass Paulouski gemeinsam mit Bruno Habārovs, Guram Kostawa, Walentin Tschernikow und Arnold Tscharnuschewitsch die Bronzemedaille gewann.
Zwei Jahre darauf sicherte er sich mit der Mannschaft bei den Weltmeisterschaften in Buenos Aires ebenfalls Bronze.
Paulouski focht für Dinamo Minsk.